# Хаварівський Богдан-Роман Васильович
Богда́н-Рома́н Васи́льович Хаварі́вський (1 вересня 1948, с. Гумниська Теребовлянського району Тернопільської області, Україна — 26 липня 2016, м. Тернопіль) — український архівіст, педагог, краєзнавець, громадсько-культурний діяч, літератор. Член НСКУ (1992), НТШ (1994). Депутат Тернопільської обласної ради (1994—1998). Співзасник обласних організацій ТУМ (1989 р.), член правлінь обласних організацій «Просвіта» (1989) та Конгресу української інтелігенції (1995), голова обласного правління Асоціації українських словесників (1989), обласної організації «Меморіал» (2003—2016).

## Відзнаки
- відзнака Українського фонду культури «За подвижництво в культурі» (1989);
- премія імені Іванни Блажкевич (1995);
- медаль до 2000-ліття Різдва Христового (2000);
- премія імені Братів Лепких (2003);
- відзнака Тернопільської міської ради 1-го ступеня (2005);
- заслужений працівник культури України (2008).
- орден «За заслуги» III ступеня (2009)[1];
- орден князя Костянтина Острозького (2014) — за краєзнавчі дослідження[2].
- обласна премія в галузі культури в номінації «Журналістика — імені Володимира Здоровеги» — за видання фотокниги про генія сучасності «Я — серед вас… Іван Марчук і Тернопільщина» (2015, у співавторстві)[3].

## Життєпис

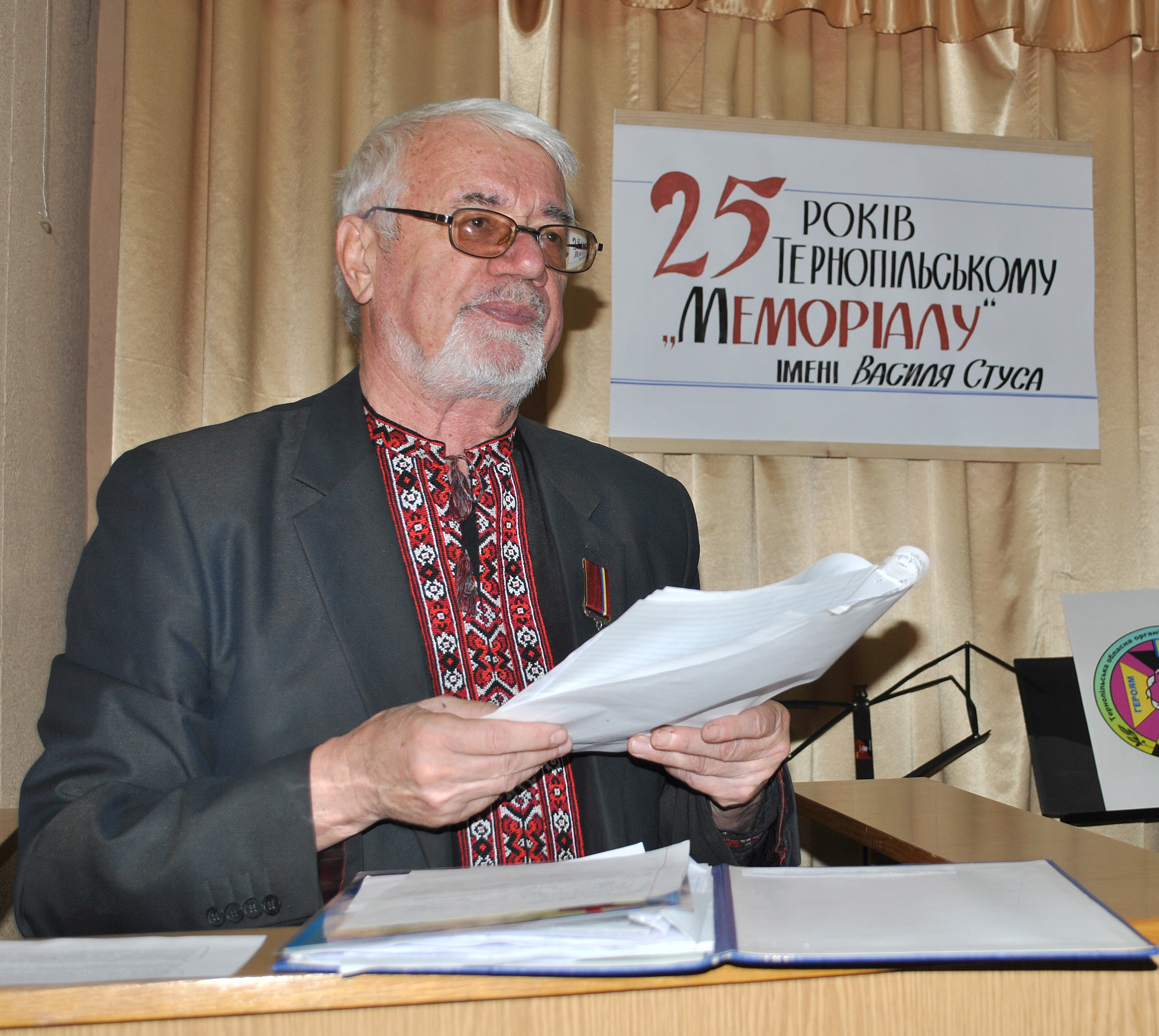
Богдан Хаварівський на урочинах з нагоди 25-річчя тернопільського «Меморіалу»

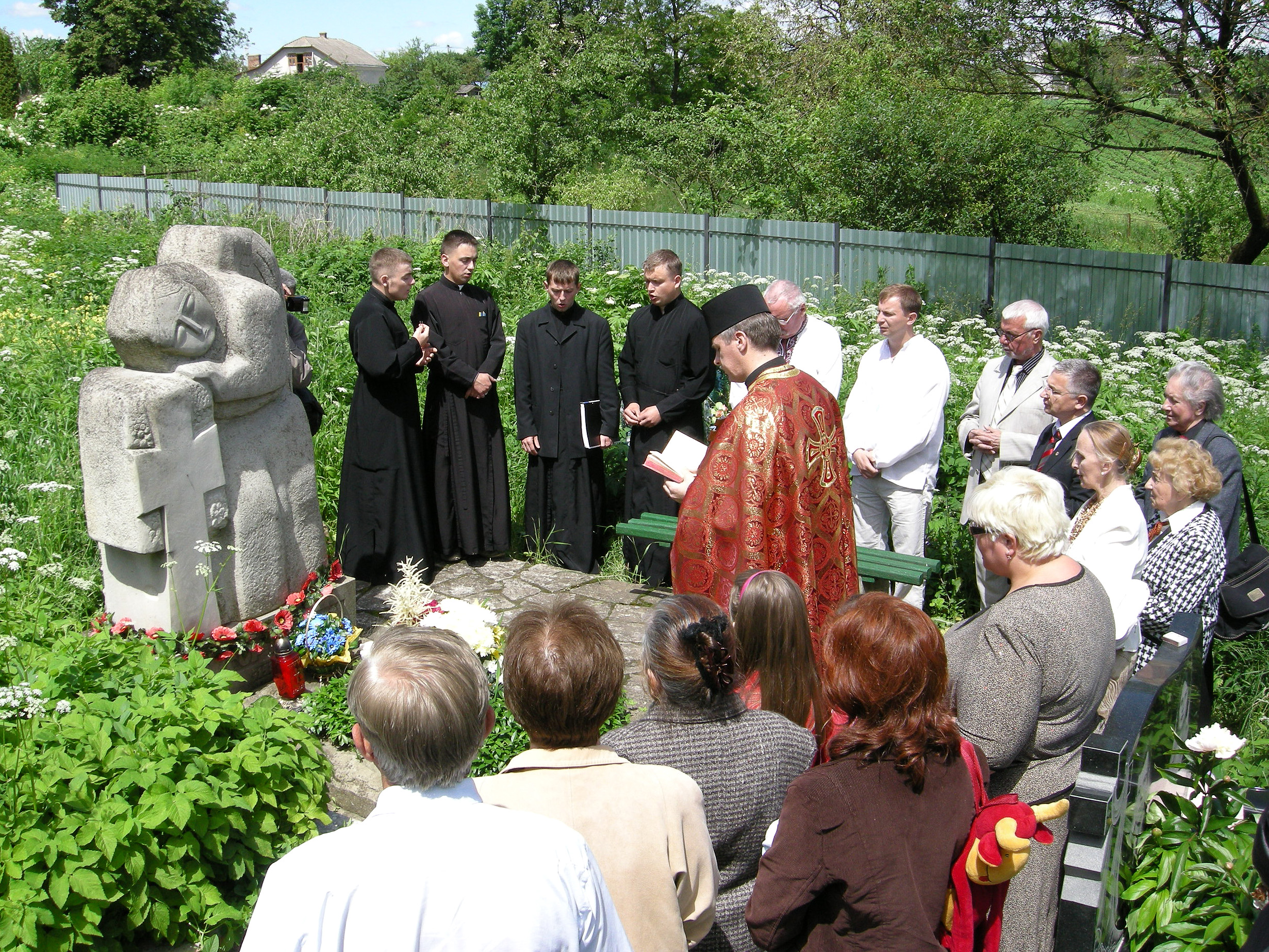
Панахида на могилі Ігоря Ґерети 5 червня 2010 року

Закінчив філологічний факультет Чернівецького університету (1972, нині національний університет).
Працював учителем у ЗОШ с. Перепельники Зборівського району (1972—1973), ПТУ № 2 (1973—1974), старший науковий працівник ДАТО (1974—1977), викладав естетику в ПТУ № 3 м. Тернопіль (1977—1989) та педагогічну майстерність у Тернопільського педагогічного інституту (1989—1990, нині ТНПУ), начальник Тернопільського обласного управління освіти (1990—1992).
У 1992—2010 — директор Державного архіву Тернопільської області. Багато зусиль доклав для утворення і систематизації фонду громадських організацій, збереження документів періоду постання незалежності України, формування демократичних організацій, класифікації документів спадщини комуністичної тоталітарної системи. Започаткував каталогізацію існуючої бібліотеки ДАТО, створив велику бібліотеку діаспорної літератури, залучив до її формування ряд відомих у західній діаспорі вихідців із Тернопілля, зокрема історика, журналіста і громадського політичного діяча Василя Дідюка, який передав архіву понад 900 примірників літератури з власної бібліотеки й особистий архів.
Брав участь у влаштуванні виставок до пам'ятних і ювілейних дат видатних людей та історичних подій, організовує науково-практичні конференції.
Помер 26 липня 2016 року в Тернополі, похований 27 липня на Микулинецькому цвинтарі біля меморіалу жертв політичних репресій.

## Творча діяльність

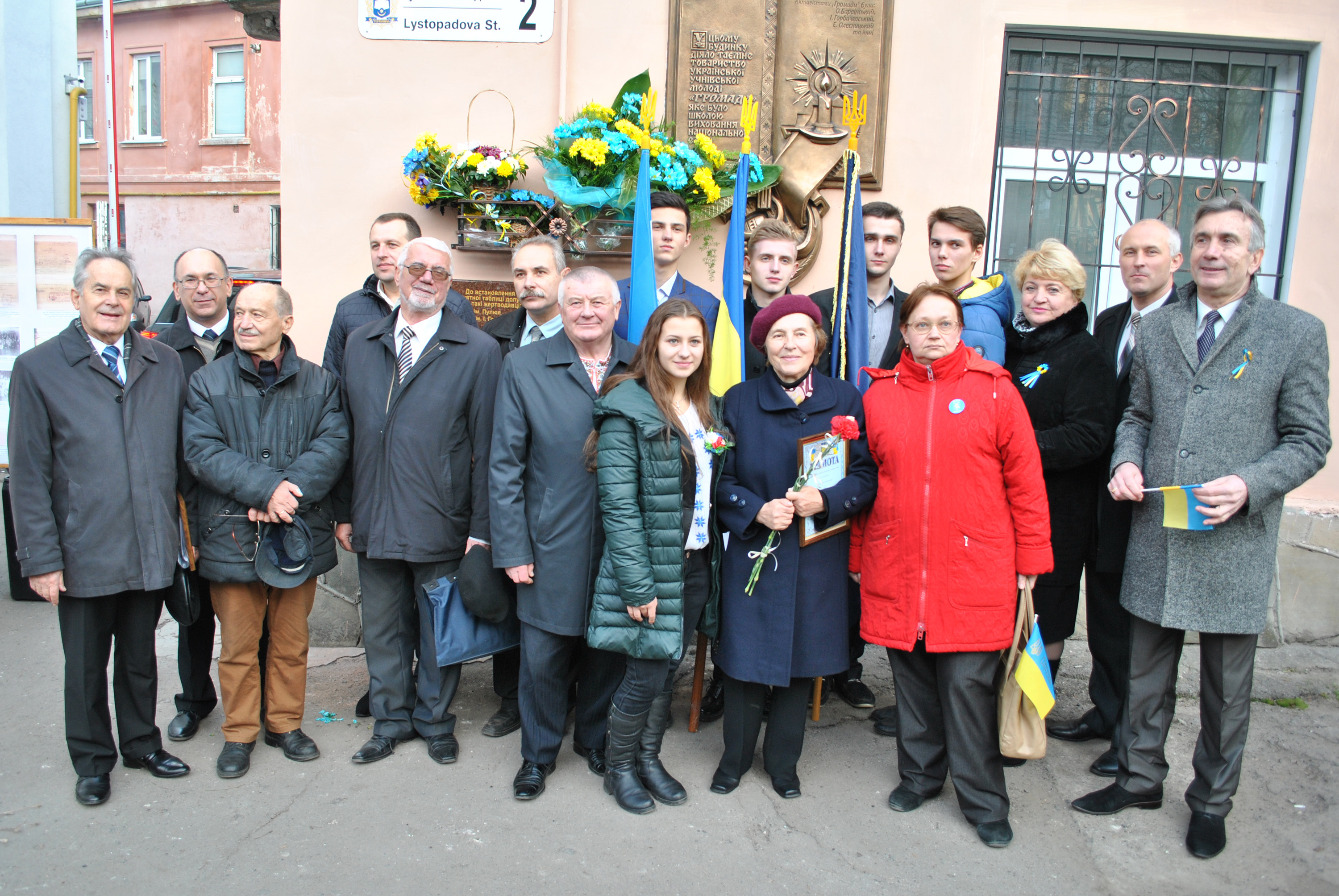
На відкритті пам'ятної дошки товариству «Громада» (третій зліва в першому ряду)

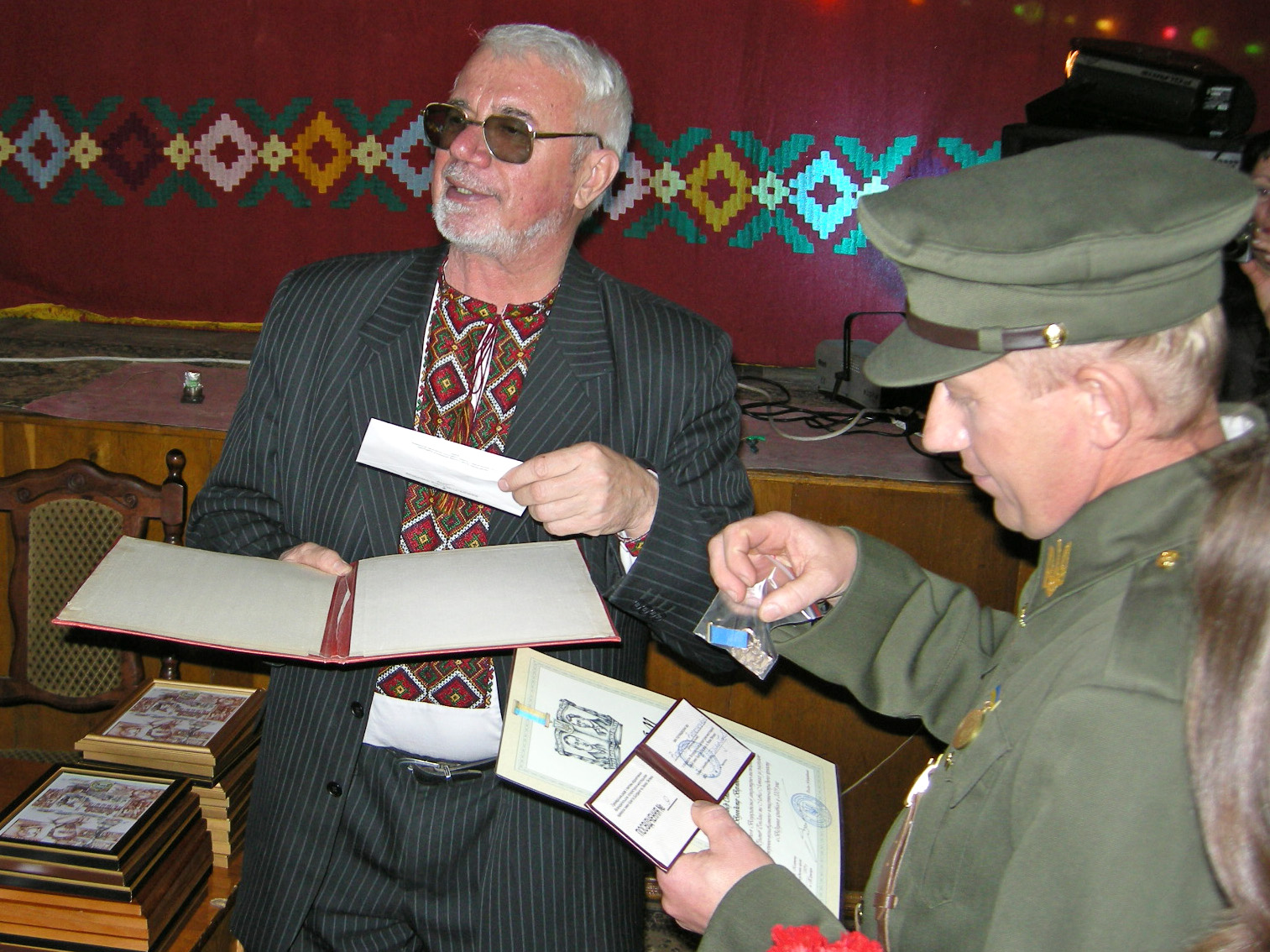
Богдан Хаварівський вручає премію імені Братів Лепких Володимирові Вермінському (5.12.2009).

- співвидавець газети «Русалка Дністрова» (1994—1999)
- започаткував (1994) серію книжкових видань ДАТО «Корінь і крона»
- член редакційних рад журналів
  - «Тернопіль» (1994—1998)
  - «Студії з архівної справи і документознавства» (1995)
  - «Рада» (від 2002)
- член редколегій
  - «Книги Пам'яті» (від 1989)
  - ТЕС (від 2003),
  - «Тернопільщина. Історія міст і сіл»,
  - з видання монографічного дослідження «Історія населених пунктів Тернопільського району» (2006).
- ініціатор розроблення і прийняття Концепції української національної школи в Тернопільській області (1991).
- член Комісії зі створення герба Тернопільської області (2003 р.) та поштової марки Тернопільської області (2003).
- ініціатор створення в ДАТО особових фондів відомих діячів науки та культури, чиї життя і творчість пов'язані з Тернопільщиною: Іванни Блажкевич, Степана Будного, Ярослав Геляса, Володимира Гнатюка, Василя Дідюка, Павла Загребельного, Івана Марчука, Богдана Мельничука, Михайла Ониськіва, Михайла Паращука та інших; започаткував тут бібліотеку діаспорної літератури.
- організатор наукових конференцій, семінарів, у т. ч. міжнародних.

Автор понад 300 статей у наукових збірниках, періодиці.

### Праці
- Архів Почаївського монастиря як джерело історичної правди // Почаївський монастир в контексті історії та духовностіукраїнського народу. — Тернопіль, 1995. — С. 94—97.
- Армія крайова на Тернопільщині (серпень 1944 — грудень 1945 рр.) // Polska i Ukraina po II wojne swiatowej. — Rzeszov, 1998. — S. 89—103.
- Герби міст і містечок Тернопілля // Рада. — 2002. — № 1. — С. 76.
- Предтеча: Польський рух Опору на Тернопільщині 1939—1941 рр. — Тернопіль, 2002. — 111 с. (співавт).
- Гербові марки міської управи Тернополя з 1941-го року // Україна під час Другої світової війни: обіжник збирачів, зацікавлених у філателістичних і ерінофільних виданнях з цього періоду історії України. — Калгарі; Альберта. — 2003. — Ч. 4. — С. 30—33.

### Праці в співавторстві
- «Біфони» (1995)
- «Хто пожав „Бурю“?: Армія Крайова на Тернопільщині» (1996)
- «Предтеча» (2003)
- «Міська геральдика Тернопільщини» (2003)
- «Українець Михайло Паращук: ровесник болгарської волі, страдник нашої долі» (2003)

### Збірка поезій
- «Метелики юності на павутинці осені» (2003, переклад есперанто М. Кривецького).

## Вшанування пам'яті
26 липня 2017 в Тернопільському обласному краєзнавчому музеї відбувся вечір пам'яті Богдана-Романа Хаварівського.